# Pia Lang

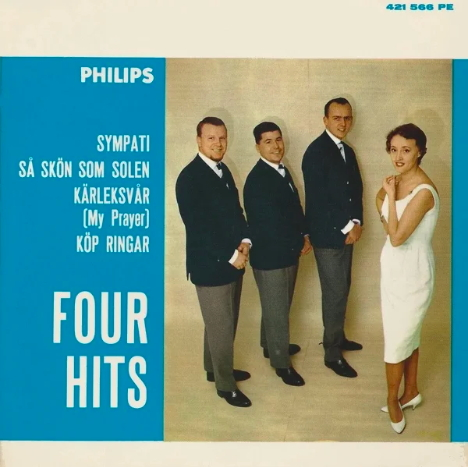
Pia Lang (till höger), som medlem av vokalgruppen Four Hits 1960.

Pia Lang, egentligen Margit Karolina Fredrikson, född 15 december 1933 i Oscars församling i Stockholm, död 30 maj 2011 i samma församling, var en svensk sångerska.

## Biografi
Pia Lang var dotter till musikern och posttjänstemannen Per Mauritz Fredrikson (1896–1968) och Tyra Karolina Häggblad (1899–1994), och använde från 1954 artistnamnet Pia Lang.
Pia Lang vann år 1951 schlagerklassen i Aftontidningens talangtävling "Ungdom med ton", och var sedan vokalist flera olika orkestrar i Stockholm, till exempel Lill-Arne Söderbergs och Thore Swaneruds. Hon var medlem av vokalgruppen Gals and Pals från starten 1962, och ersattes 1967 av Monica Dominique.
Pia Lang avled ogift och barnlös och är gravsatt i minneslunden på Galärvarvskyrkogården i Stockholm.

## Filmografi
- 1956 – Suss gott
- 1969 – Solens tempel
- 1973 – Fantastiska Wilbur

Källa: 